# Transversalitätssatz
Der Transversalitätssatz ist ein auf René Thom zurückgehender Satz der Differentialtopologie, der die Grundlage für zahlreiche topologische Konstruktionen wie zum Beispiel die Pontrjagin-Thom-Konstruktion, die Kobordismustheorie, Chirurgietheorie sowie die Definition von Schnittzahlen und Verschlingungszahlen bildet.

## Satz
Sei {\displaystyle f\colon M\rightarrow N} eine differenzierbare Abbildung zwischen differenzierbaren Mannigfaltigkeiten und {\displaystyle U} eine Untermannigfaltigkeit von {\displaystyle N}. Dann gibt es zu jeder strikt positiven Funktion {\displaystyle \delta \colon M\rightarrow \mathbb {R} } (und jeder Metrik auf {\displaystyle N}) eine {\displaystyle \delta }-Approximation von {\displaystyle f}, die transversal zu {\displaystyle U} ist.
Erläuterungen: Eine differenzierbare Abbildung {\displaystyle g\colon M\rightarrow N} ist transversal zur Untermannigfaltigkeit {\displaystyle U}, wenn 
{\displaystyle T_{g(x)}N=T_{g(x)}U+d_{x}g(T_{x}M)\quad \forall \,x\in g^{-1}(U)}
gilt. (Insbesondere auch wenn {\displaystyle g^{-1}(U)=\emptyset }.)
Eine Abbildung {\displaystyle g\colon M\rightarrow N} ist eine δ-Approximation von {\displaystyle f\colon M\rightarrow N} falls 
{\displaystyle d(f(x),g(x))<\delta (x)\quad \forall \,x\in M,}
gilt. Für hinreichend kleine {\displaystyle \delta >0} ist jede δ-Approximation homotop zu {\displaystyle f}. Insbesondere folgt aus dem Transversalitätssatz also die Existenz einer zu {\displaystyle f} homotopen Abbildung, die transversal zu {\displaystyle U} ist. 
Zu jedem {\displaystyle \epsilon \colon M\rightarrow \mathbb {R} } gibt es ein {\displaystyle \delta \colon M\rightarrow \mathbb {R} }, so dass es zu jeder δ-Approximation {\displaystyle g} von {\displaystyle f} eine Homotopie {\displaystyle H\colon M\times \left[0,1\right]\rightarrow N} zwischen {\displaystyle f} und {\displaystyle g} gibt, bei der für jedes {\displaystyle t\in \left[0,1\right]} die Abbildung {\displaystyle H(.,t)} eine ε-Approximation von {\displaystyle f} ist.

## Beispiele
- {\displaystyle f\colon \mathbb {R} \rightarrow \mathbb {R} ^{2},\;t\mapsto (t,t^{2})} ist nicht transversal zur x-Achse, jedoch ist für jedes {\displaystyle \epsilon >0} die Abbildung {\displaystyle g\colon \mathbb {R} \rightarrow \mathbb {R} ^{2},\;t\mapsto (t,t^{2}+\epsilon )} transversal zur x-Achse.
- Falls {\displaystyle \dim(M)+\dim(U)<\dim(N)}, dann folgt aus dem Transversalitätssatz, dass es zu jeder Abbildung {\displaystyle f\colon M\rightarrow N} eine δ-Approximation gibt, deren Bild disjunkt zu {\displaystyle U} ist.

## Relative Version und Homotopietransversalitätssatz
Sei {\displaystyle f\colon M\rightarrow N} eine differenzierbare Abbildung zwischen differenzierbaren Mannigfaltigkeiten und {\displaystyle U} eine Untermannigfaltigkeit von {\displaystyle N}. Sei {\displaystyle A} eine Untermannigfaltigkeit von {\displaystyle M} und die Einschränkung {\displaystyle f\mid _{A}} sei transversal zu {\displaystyle U}. Dann gibt es zu jeder strikt positiven Funktion {\displaystyle \delta \colon M\rightarrow \mathbb {R} } (und jeder Metrik auf {\displaystyle N}) eine {\displaystyle \delta }-Approximation von {\displaystyle f}, die transversal zu {\displaystyle U} ist und auf {\displaystyle A} mit {\displaystyle f} übereinstimmt.
Als einen Spezialfall erhält man den Homotopietransversalitätssatz:
Seien {\displaystyle M,N} differenzierbare Mannigfaltigkeiten und {\displaystyle U} eine Untermannigfaltigkeit von {\displaystyle N}. Sei {\displaystyle F\colon M\times \left[0,1\right]\rightarrow N} eine differenzierbare Abbildung, für die {\displaystyle f_{0}:=F(.,0)\colon M\rightarrow N} und {\displaystyle f_{1}:=F(.,1)\colon M\rightarrow N} transversal zu {\displaystyle U} sind. Dann gibt es eine Abbildung {\displaystyle G\colon M\times \left[0,1\right]\rightarrow N}, die transversal zu {\displaystyle U} ist und auf {\displaystyle M\times \left\{0\right\}} bzw. {\displaystyle M\times \left\{1\right\}} mit {\displaystyle f_{0}} bzw. {\displaystyle f_{1}} übereinstimmt.
In Worten: wenn zwei transversale Abbildungen homotop sind, dann gibt es auch eine transversale Homotopie.